# Стохастический попугай
Стохастический попугай — метафора, указывающая на умение больших языковых моделей читать запросы и генерировать осмысленные грамматически правильные ответы при отсутствии понимания смысла как запроса, так и генерируемого текста. Термин был введён соавторами Эмили Бендер, Тимнит Гебру, Анжелиной Макмиллан-Мейджор и Маргарет Митчелл в статье, опубликованной в 2021 году в сборнике материалов конференции FAccT '21. Термин подчёркивает вероятностный характер выбора слов и языковых конструкций для генерации ответа, а также опору на существующие данные как основной источник данных для ответов, то есть, по мнению автора термина, указывает на неспособность моделей к логическим выводам и самостоятельному мышлению. 
Термин используется как предостережение и критика распространившегося среди пользователей восприятия современных языковых искусственных интеллектов (ИИ) как мыслящих сущностей. Употребление термина позиционирует ИИ как имитаторов человеческой речи, действующих на основе уже существующих текстов и вероятностного выбора, без осознанного понимания. С момента появления термин стал общеупотребительным в обсуждениях возможностей и моделей ИИ.
В 2020 году в процессе подготовки статьи одна из авторов, Тимнит Гебру, в то время сотрудница Google, отказалась снять статью с публикации или удалить своё имя из списка авторов, что привело к её увольнению из Google.